# Amy Jo Johnson
Amy Jo Johnson, född 6 oktober 1970 i Dennis, Massachusetts, är en amerikansk-kanadensisk skådespelare, bland annat medverkande i TV-serierna Mighty Morphin Power Rangers (1993–1995) och Felicity (1998–2002).

## Filmografi i urval
- 1993–1995 – Mighty Morphin Power Rangers (TV-serie) (137 avsnitt)
- 1995 – Mighty Morphin Power Rangers: Filmen
- 1996 – Susie Q (TV-film)
- 1998–2002 – Felicity (TV-serie) (50 avsnitt)
- 1999 – Sweetwater (TV-film)
- 2002 – Infested
- 2008–2012 – Flashpoint (TV-serie) (75 avsnitt)
- 2014 – Covert Affairs (TV-serie) (åtta avsnitt)